# Novoasyrská říše
Novoasyrská říše (klínové písmo ; mat Aš-šur, tj. „Země města boha Ašura“) byl státní útvar, který dominoval v oblasti Mezopotámie mezi roky 934 a 609 př. n. l.
V tomto období se Asýrie dostala do pozice (nejen) regionální velmoci a uspěla v souboji s Babylonií a jinými říšemi Blízkého Východu o dominanci v tomto regionu. Po státních a vojenských reformách uskutečněných za vlády Tiglatpilesara III. v 8. století př. n. l. Asýrie dosáhla obrovského územního rozmachu a stala se silnou a konsolidovanou velmocí.
V tzv. středoasyrském období na konci pozdní doby bronzové byla Asýrie menším královstvím v severní Mezopotámii (dnešní severní Irák) a soupeřila o moc s jejím jižním sousedem, Babylonií. Na počátku vlády Adad-niráriho II. se stala silnou regionální říší, jejíž vliv a moc za dalších panovníků dále narůstala, až se stala vážnou hrozbou i pro egyptskou 25. dynastii. Novoasyrská říše tedy byla přímým nástupcem středoasyrského království (14. – 10. století př. n. l.) a podle některých historiků (např. R. N. Frye) byla první skutečnou říší v dějinách lidstva.
V novoasyrském období se (spolu se stále užívanou akkadštinou) státním jazykem stala aramejština.
Novoasyrská říše se rozpadla pod tlakem svého odvěkého konkurenta, Babylonie (respektive Novobabylonské říše), když bylo roku 612 př. n. l. dobyto její hlavní město Ninive. O více než padesát let později se jak samotná Asýrie, tak i Babylonie staly provinciemi rozrůstající se Perské říše. I když Asyřané za vlády Aššurbanipala zničili elamskou říši, neměli již žádný výrazný vliv na médské a perské kmeny, které postupně ovládly bývalé elamské území. Po staletí asyrské dominance užívala Babylonie zvláštních výsad jisté autonomie a jakýkoli náznak jejich omezení byl podnětem k povstání a rebelii. Asyřané však vždy dokázali obnovit babylonskou loajalitu, někdy za cenu dalších privilegií, jindy pak vojenskou silou. To se však změnilo roku 627 př. n. l. po smrti posledního silného asyrského krále Aššurbanipala, kdy Babylonie povstala pod vedením chaldejského krále Nabopolassara.

## Asýrie před reformami

### Růst

#### Adad-nirári II.
Po smrti Tigletpilesara I. započal téměř 200 let trvající úpadek asyrské moci. Bylo to období slabých králů, válek se sousední říší Urartu a utrpení pod nájezdy kočovných aramejských kmenů. Toto dlouhé období skončilo nástupem Adad-niráriho II. na asyrský trůn.
Ten dokázal obnovit asyrskou vládu v oblastech, které tradičně patřily pod asyrskou správu nebo bývali jejími vazaly, přičemž opět začal používat strategii deportace obyvatel (konkrétně do vzdálených oblastí na severu země). Kromě menšího posunu jižních hranic s Babylonií se nepouštěl do žádných dobyvačných válek, ale upevnil svoji vládu na celém tradičním asyrském území (na západě se např. hranice Asýrie ustálily u Chábúru). Jeho nástupce Tukultí-Ninurta II. vládl jen krátce, ale i za něj Asýrie územně rostla.

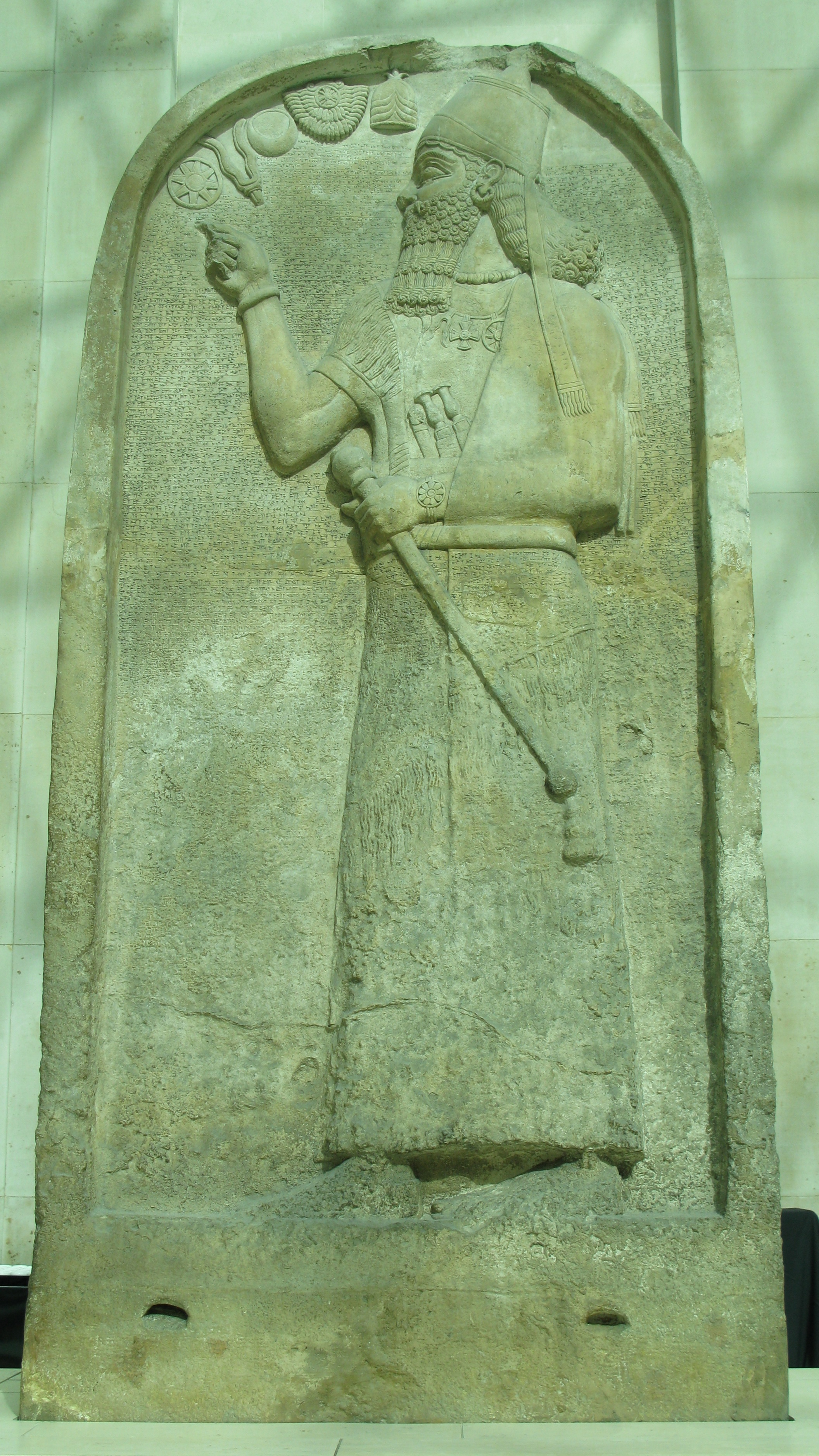
Stéla s Aššurnasirpalovým portrétem

#### Aššurnasirpal II.
Další král, Aššurnasirpal II. (884 – 858 př. n. l.) zreorganizoval armádu a vypravil se na několik úspěšných dobyvačných tažení – na sever k Zagrosu a do země Nairi, proti Aramejcům mezi řekami Chabur a Eufrat. Jeho tvrdé a nekompromisní jednání vyvolalo povstání, které krutě a nemilosrdně potlačil ve dvou dnech. Pak se vydal na západ (dobyl např. Karchemiš) a dostal se až do oblasti Středozemí, kde si ve Fénicii vydobyl tribut. I tato výprava se vyznačovala velkou krutostí Asyřanů. Aššurnasirpal II. také přesunul statut hlavního města říše do Nimrudu (biblický Kalach).

#### Salmanassar III.
Aššuransirpalův syn Salmanassar III. (858 – 824 př. n. l.) vládl dlouhých 34 let, v kterých se asyrské hlavní město doslova proměnilo ve vojenské ležení. Každý rok odtud vyrážela asyrská armáda na dobyvačné výpravy. Byl okupován Babylon a z Babylonie se stal vazalský stát. Úspěšné byly boje s Urartem na severu. Postupně dobýval území dnešní Sýrie a Palestiny a roku 853 př. n. l. se asyrská vojska pod jeho velením střetla s armádou aliance dvanácti aramejských králů (mezi kterými byl i izraelský král Achab), vedenou Ben-hadadem II. z Damašku v bitvě u Karkaru. I když Salmanassar III. ve svých nápisech oslavuje své vítězství, výsledek bitvy je dnes nejasný. Salmanassar III. znovu dobyl Karchemiš (849 př. n. l.) a roku 841 př. n. l. oblehl Damašek. Poslední roky jeho vlády byly poznamenány velkou rebelií pod vedením jeho nejstaršího syna Aššur-dan-apliho, kterou jen s velkými obtížemi potlačil jeho další syn a následník Šamši-Adad V.

### Krize
V průběhu dalších 80 let (823 – 745 př. n. l.) Asýrie opět zažívá období relativního úpadku, kdy za vlády slabých králů (včetně královny Semiramis) ztrácí moc na dobytých územích a prohrává boje s rostoucí silou urartské říše. Výjimkou v tomto období je Adad-nirári III. (811 – 783 př. n. l.), který roku 804 př. n. l. dobyl Damašek, vynutil si platbu tributu od většiny syrských měst a byl úspěšný v bojích s Médy.

## Tiglatpilesar III.
Hlavní článek: Tiglatpilesar III.

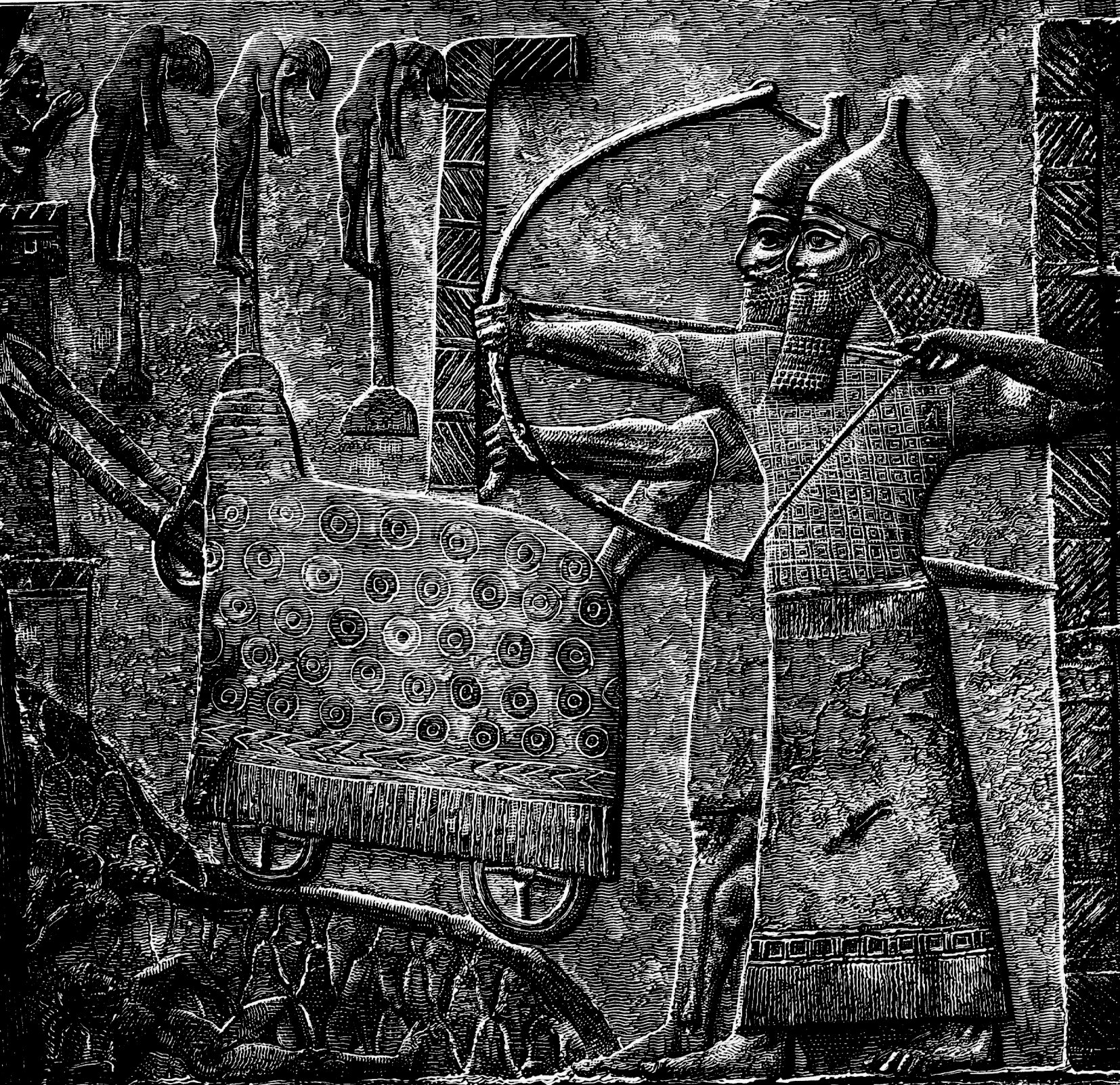
Tiglatpilesar při obléhání Arpadu

Když se roku 747 př. n. l. na babylonském trůnu objevuje zakladatel novobabylonské dynastie Nabonassar je Asýrie na pokraji kolapsu. Občanská válka spolu s morovou nákazou zdecimovaly celou zemi a severní oblasti byly pustošeny urartskými nájezdy. Roku 746 př. n. l. se k povstání připojilo i město Kalchu (Kalach nebo Nimrud) a 13. dne měsíce Ijaru roku 745 př. n. l. trůn po úspěšném puči uchvátil generál asyrské armády Pulu. Později přijal trůnní jméno Tiglatpilesar III. a uskutečnil zásadní reformu správy, vlády a armády za účelem zvýšení bezpečnosti státu a efektivity jeho řízení. Dobyté provincie byly organizovány pod správou dosazených správců a jejich byrokratického aparátu, podřízeného královi. Každá správní jednotka platila fixní poplatky a poskytovala královi vojenský kontingent. Asyrská vojska se v té době stala „stálou armádou“, která se po úspěšně provedených reformách stala neporazitelnou vojenskou mašinerií. Asyrskou politikou se stalo podmanění celého civilizovaného světa pod jednotnou vládou, což přinášelo výnosy a bohatství z veškerého obchodu do asyrských rukou. Tyto změny jsou často shrnovány pod termín „začátek Druhé Asyrské říše“.
Ihned po nástupu na trůn Tiglatpilesar III. dobyl Babylonii a přinutil ji k placení poplatků. Pak na severu porazil vojska Urartu, vyrovnal se na východě s Médy a později s novochetitskou říší. Poté obrátil pozornost na oblast Sýrie, která v předchozích letech dokázala znovu nabýt samostatnost a k jejím bohatým přístavním městům ve Fénicii. Po tříletém obléhání obsadil roku 740 př. n. l. město Arpad nedaleko Aleppa a dobyl Hamu, jejíž spojenec judský král Azarijáš byl donucen k placení tributu (Bible, 2.kniha kronik 26). Další úspěchy si Tiglatpilesar připsal proti Pelištejcům, Damašku a následně Izraeli a Samaří. Roku 729 př. n. l. potrestal troufalost babylonského krále Nabu-mukin-zeriho, který chtěl využít vytíženosti asyrských vojsk boji na západě a povstal proti asyrské nadvládě. Výsledkem byla jeho smrt a korunovace Tigletpilesara III. babylonským králem. Tiglatpilesar umírá roku 727 př. n. l. a jeho nástupcem se stal jeho syn Salmanassar V. V té době přestalo platit tribut Samaří a severoizraelské království se proti Asýrii spojilo s Egyptem. To vedlo Salmanassara V. k invazi do Sýrie a obléhání Samaří, které trvalo tři roky.

## Sargonovská dynastie

### Sargon II.
Hlavní článek: Sargon II.

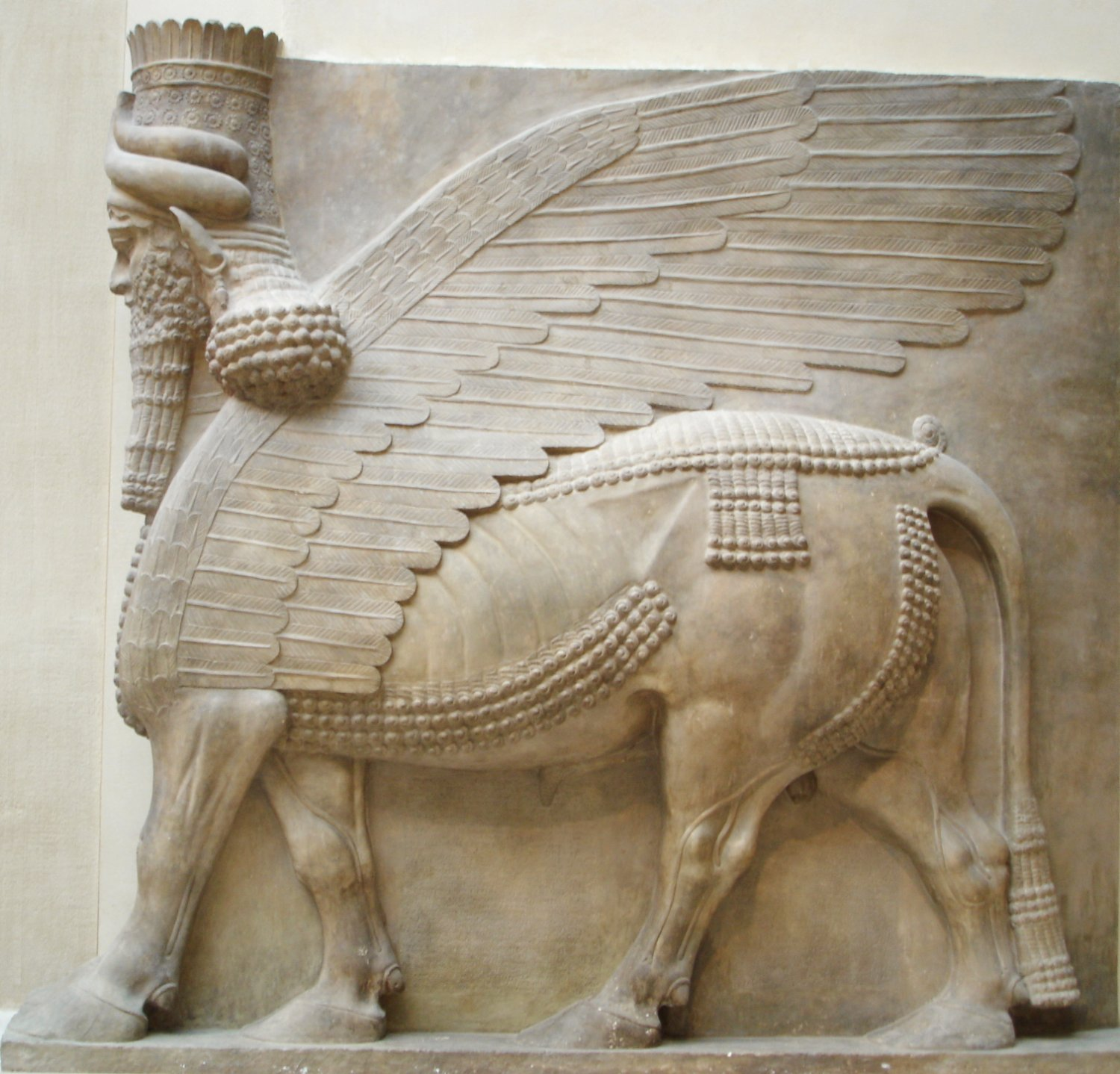
Okřídlený býk s lidskou hlavou šédu v paláci Sargona II.

Salmanassar V. náhle zemřel roku 722 př. n. l. během obléhání Samaří a asyrský trůn se stal kořistí velitele asyrské armády, generála Turtanu (podle Starého zákona Tartan), který přijal jméno Sargon II. Ten rychle dobyl Samaří, s konečnou platností zničil severní Izraelské království a deportoval desítky tisíc jeho obyvatel (17. a 18. kapitola 2. knihy královské). V druhém roce vlády Sargon zaútočil na elamského krále Chumban-Nikaše a jeho spojence babylonského krále Marduka-apla-iddinu II., který dokázal vymanit Babylonii zpod asyrské nadvlády (2. kniha královská 20:12). Sargon byl v bitvě u Déru poražen a uhasit babylonskou vzpouru v dané chvíli nedokázal. Obrátil tedy svou pozornost na Urartu a Sýrii, dobyl opětovně Karchemiš, porazil spojená vojska Médů a dostal se se svou armádou až k hoře Bikni v Íránské vysočině. Na obranu dobytých území nechal vystavět několik pevností. Po deset let se nevracel k problematické Babylonii, kde byl stále u moci Marduk-apla-idddina II. Roku 710 př. n. l. však na Babylon opět zaútočil, zvítězil a donutil Marduk-appla-iddinu prchnout k jeho spojencům v Elamu. Sargon nechal z majetku získaného svými výpravami vybudovat nedaleko Ninive nové hlavní město říše, Dúr Šarrukín (Pevnost Sargonova).

### Sinacherib
Hlavní článek: Sinacherib

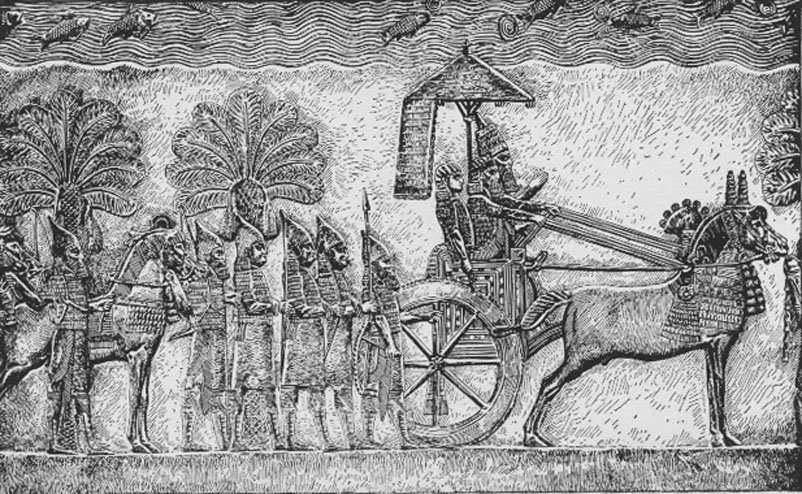
Sinacheribův portrét z Ninive

Roku 705 př. n. l. Sargon zemřel v bitce s Kimmerii a na asyrský trůn usedl jeho syn Sinacherib. Ten použil deportovaných lidí na práce při zdokonalování systému zavlažovacích kanálů v okolí Ninive a později Ninive vrátil status hlavního města na úkor ještě nedokončeného Chorsábádu. Judské království (za krále Chizkijáše) roku 701 př. n. l. uzavřelo spojenectví s Egyptem, což vedlo k Sinacheribově trestné výpravě. Na cestě k Jeruzalému zničil 46 osad (detailně popsáno v biblické Knize Izajášově). Jak přesně proběhlo obléhání Jeruzaléma není jasné. Bible popisuje záchranu města jako dílo Hospodinovo (anděl pobil 185 000 asyrských vojáků poté, co se Chizkijáš modlil v chrámu), zatímco podle asyrských záznamů Judsko zaplatilo obrovské výpalné a Sinacherib odtáhl. Jisté je, že Jeruzalém přestál běsnění asyrských vojsk, kterému jinak padlo za oběť celé Judsko. Asyrské výpravy využil babylonský král Marduk-apla-iddina II., který se vrátil do Babylonu z elamského vyhnanství. Sinacherib ho však porazil v bitvě u Kiše, donutil ho k opětovnému útěku do Elamu a Babylonie byla vydrancována. Po návratu do Asýrie vysadil Sinacherib na babylonský trůn Bel-ibniho. Ten se po čase vzbouřil a Sinacherib znovu roku 700 př. n. l. pronikl do Babylonu a zajal Ben-ibniho s celým jeho dvorem. Na babylonský trůn usazuje svého syna Aššur-nadin-šumiho.
Roku 694 př. n. l. Sinacherib zaútočil na Elam a vyplenil jeho území. Jako odvetu elamský král uskutečnil útok na Babylonii, zajal Aššur-nadin-šumiho a dosadil na babylonský trůn Nergal-ušeziba. Následovalo 5 let bojů o Babylon, který Sinacherib nakonec dobyl. Roku 681 př. n. l. je však zavražděn (podle 2. knihy královské svými syny Adramalechem a Šarezerem, kteří pak prchají do Arménie).

### Asarhaddon
Hlavní článek: Asarhaddon

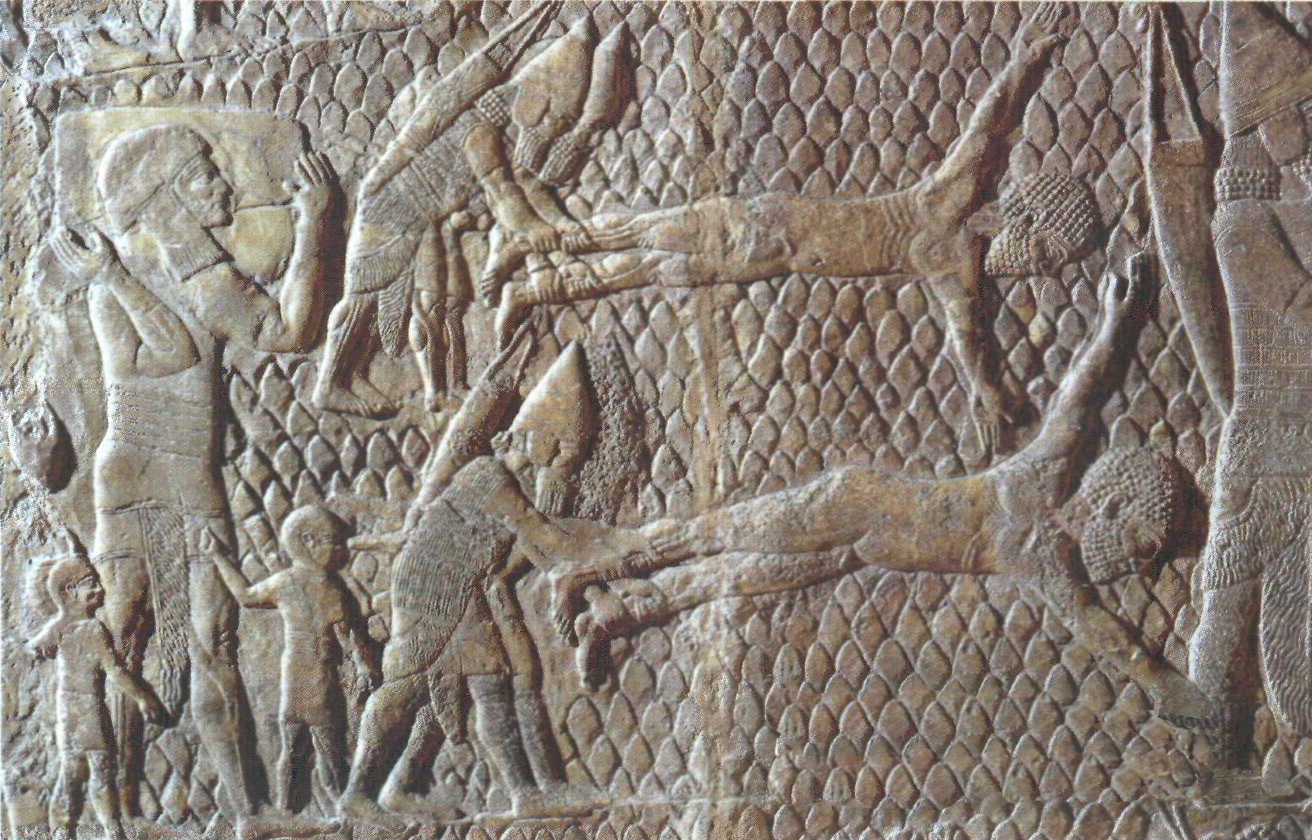
Zajatí rebelové jsou pro výstrahu zaživa stahování z kůže

Sinacheribovým následníkem byl jeho nejmladší syn, Asarhaddon (Aššur-aha-iddina). Podle záznamů zastával nejprve funkci guvernéra Babylonie a později bojoval v Urartu (právě v době smrti jeho otce), kde byl úspěšný v bojích o Milid (Malatya). V prvním roce jeho vlády vypuklo na jihu Babylonie povstání. Nabu-zer-kitti-lišir, guvernér mat Tamti (Přímořské země), oblehl Ur. Město se mu nepodařilo dobýt a se svými věrnými nakonec prchl do Elamu (Hal-Tamti), kde ho však elamský král zajal a popravil.
Jako asyrský král Asarhaddon okamžitě začal s přestavbou předchozími boji poničeného Babylonu, který učinil svým hlavním sídlem. Porazil Kimmerie a Médy (opět se asyrská vojska dostala až k hoře Bikni), ale dlouhodobě se mu zde nepodařilo udržet pořádek. Vyrazil na západ do Fénicie, která se proti němu spojila s Egyptem a dobyl Sidon roku 677 př. n. l. Zajal judského krále Menaše a držel ho po nějakou dobu v Babylonu (2. Kniha kronik 33:11). Později v něm získal poslušného vazala. Kvůli neustálému vměšování Egypta do záležitostí Judska a Fénicie (které považoval za asyrské provincie), rozhodl se roku 673 př. n. l. Egypt dobýt, ale byl poražen. O dva roky později to zkouší znovu a tentokrát již s úspěchem. Babylonské záznamy uvádí, že "Egypt byl dobyt a jeho bozi byli poníženi". Faraon Taharka byl donucen prchnout z Mennoferu, který byl Asyřany vypleněn.
Asýrie byla v té době také ve válce s Urartu a s Tilmunem a dosáhla historicky svého největšího územního rozmachu. Protože se v Egyptě začali Asarhaddonem dosazení guvernéři spolčovat s Egypťany, Asarhaddon se r. 669 př. n. l. vydal na novou výpravu do Egypta. Během cesty však onemocněl a umírá. Jeho syn Šamaš-šuma-ukin se stal králem Babylonu a Aššurbanipal Asýrie. Ba'al a další bohové Babylonu jsou vráceni z Asýrie v prvním roce vlády obou bratrů a Babyloňané mohou poprvé po dvaceti letech uskutečnit slavnosti akitu.

### Aššurbanipal
Hlavní článek: Aššurbanipal

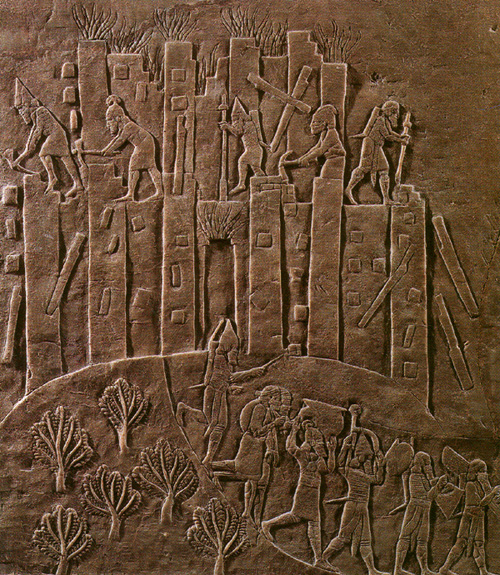
Aššurbanipalova vojska ničí Elam

Aššur-bāni-apli, nebo Aššurbanipal či Osnapper, nastoupil na asyrský trůn po smrti Asarhaddona. Pokračoval v tažení na Egypt, ale byl brzy přinucen odvrátit svou pozornost na severo-východ své říše, který byl pod narůstajícím tlakem Médů a Kimmeriů. Dosadil proto na egyptský trůn Psammetika I. jako vazalského krále, aby uvolnil síly pro potlačení nájezdníků. Po asyrském odmítnutí pomoci lýdskému králi Gýgovi v boji proti Kimmeriům tento poslal svá vojska na pomoc Psammetikovi, který se postupně stal dosti silným na vyhlášení samostatnosti od Asýrie. Egypťanům taky napomohl Šamaš-šuma-ukin, babylonský místokrál, který se ve stejné době vzbouřil. Toto povstání trvalo až do roku 648 př. n. l., kdy byl Babylon Asyřany dobyt. Šamaš-šuma-ukin v okamžiku pádu Babylonu zapaluje svůj palác a páchá sebevraždu. Aššurbanipal pak ještě zaútočil na Elam, který totálně zničil mezi roku 646 a 640 př. n. l. a jeho hlavní město Susy srovnal se zemí.

#### Aššurbanipalův odkaz
Aššurbanipal podporoval kulturu a umění a založil v Ninive velkou královskou knihovnu s obrovskou sbírkou klínopisných tabulek. Jeho dlouholetá válka s Babylonií a Elamem však Asýrii totálně vyčerpala. Přišla o většinu svého bohatství a bojeschopné populace. Zdevastované provincie nezvládali zásobovat potřeby centra říše a bylo čím dále obtížnější nalézt dostatečné vojenské jednotky na ochranu dobytých území. Zesláblá Asýrie se tak stala terčem útoků skytských a médských nájezdníků, kteří překračovali její východní hranici. A z oblasti Malé Asie hrozily kmeny Kimmeriů.

## Pád Asýrie
Po Aššurbanipalově smrti roku 627 př. n. l. se asyrské impérium rychle rozpadá. Skytové, Kimmeriové a Médové okamžitě překročili jeho hranice a probili se jeho územím až k dalekému Egyptu. Babylonie se v té době plně osamostatňuje. Aššurbanipalův nástupce, Aššur-etel-iláni, pravděpodobně ovládal již jen jádro bývalé říše. Když pak chaldejský král Nabopolassar společně s médským králem Kyaxarem II. roku 612 př. n. l. dobyl Ninive, Asýrie je na kolenou. Generál asyrské armády, vystupující jako asyrský král pod jménem Aššur-uballit II., s vojenskou pomocí egyptského faraona Neka II. shromažďuje zbytky asyrských vojsk a stahuje se do Harranu, který drží až do roku 608 př. n. l. Egypťané podporovali asyrské vojsko ve snaze zastavit narůstající moc Novobabylonské říše. Roku 609 př. n. l. Egypťané porazili judskou armádu v bitvě u Megidda a probojovali se až ke zbytkům asyrských vojsk. V poslední bitvě roku 605 př. n. l., v bitvě u Karchemiše však Babyloňané poráží egyptsko-asyrskou armádu, což znamená konec Asýrie jako nezávislého státu. Asyřané jako národ přežili do dneška, kdy na území dnešního Iráku žijí necelé 2 miliony Asyřanů 